# Agyagosszergény
Agyagosszergény is een plaats (község) en gemeente in het Hongaarse comitaat Győr-Moson-Sopron, gelegen in het district Sopron. Agyagosszergény telt 938 inwoners (2001).

## Geografie
De natuurlijke grens is de Ikva- en Rábca-stromen in het noorden, oosten en westen en de oprijlaan in het zuiden.

## Geschiedenis
Het dorp werd gesticht in 1927 door de eenwording van Agyagos en Fertőszergény, hoewel de twee nederzettingen werden gebouwd in de vroege 19e eeuw. Eerst kreeg het de naam Fertőszergényagyagos, die in 1928 werd veranderd in Agyagosszergény.